# Werkplatte (Uhr)
Eine Werkplatte oder Platine (auch Platina) ist bei Kleinuhren der dünne und flache Teil eines Uhrwerks, auf dem die Bauteile wie Räder, Triebe, Brücken, Kloben, Federhaus, Lager und Wellen befestigt werden. Eine Werkplatte besteht aus einer Ronde, in die Löcher und Sacklöcher gefräst sind. Auf eine Werkplatte werden (nach Baugruppen charakterisiert) das Federwerk, das Räderwerk, das Zeigerwerk, der Gangregler und eventuell auch Cadraturen montiert.
Die Zifferblattseite der Werkplatte wird als Unterseite bezeichnet, die andere Seite als Oberseite. Werkplatten und ihre Brücken erhalten gelegentlich Zusatzbezeichnungen wie Kaliber-3/4-Werkplatte und 3/4-Brücke, die sich auf die Länge der Brücke relativ zum Durchmesser der Werkplatte bezieht.
Bei einer Skelettuhr ist die Werkplatte nachträglich durchbrochen, während bei einer minimalen, figurativen Werkplatte mechanisch unnötige Teile von Entwurf an weggelassen werden.

## Bilder

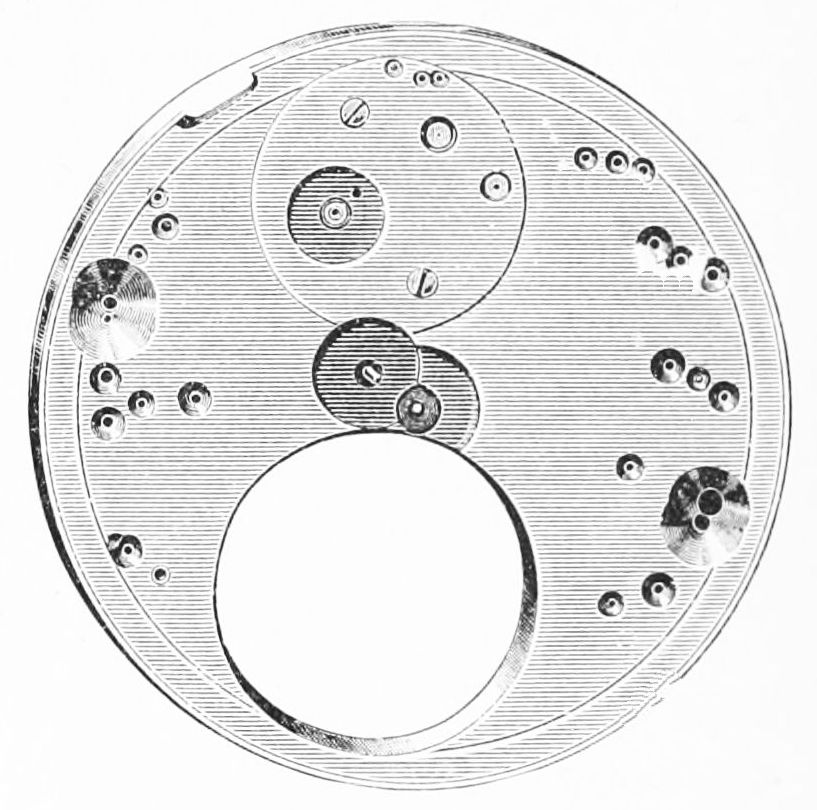
Darstellung einer Werkplatte
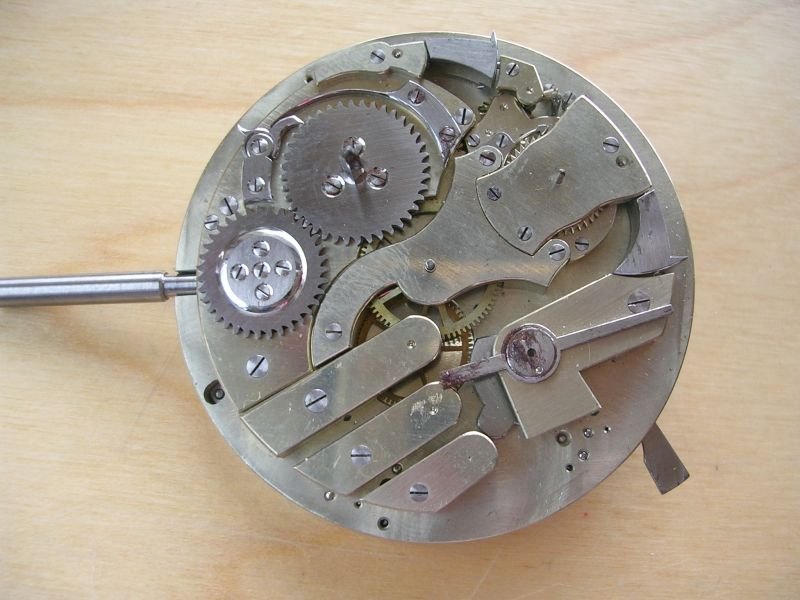
Montiertes Uhrwerk
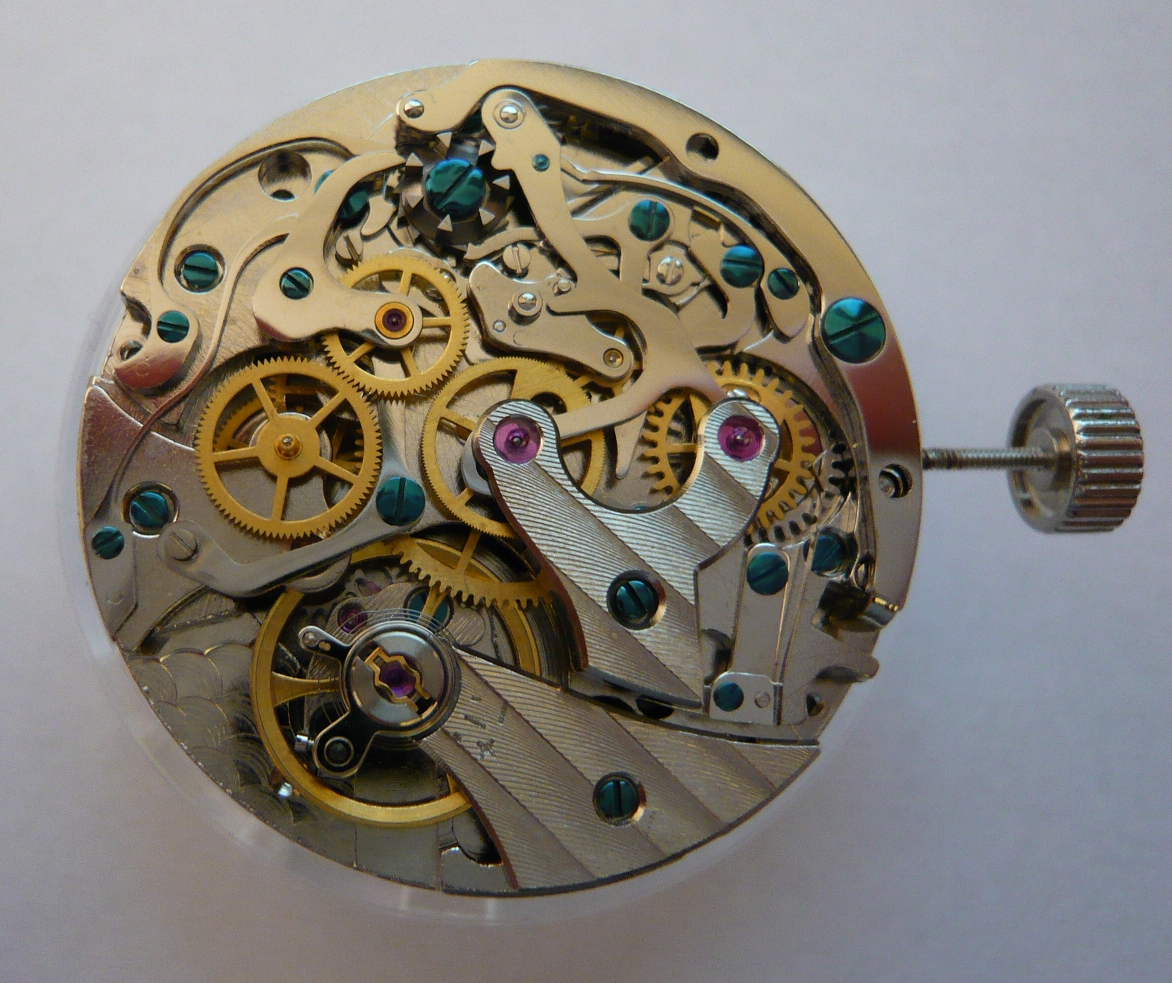
Montiertes und finissiertes Uhrwerk
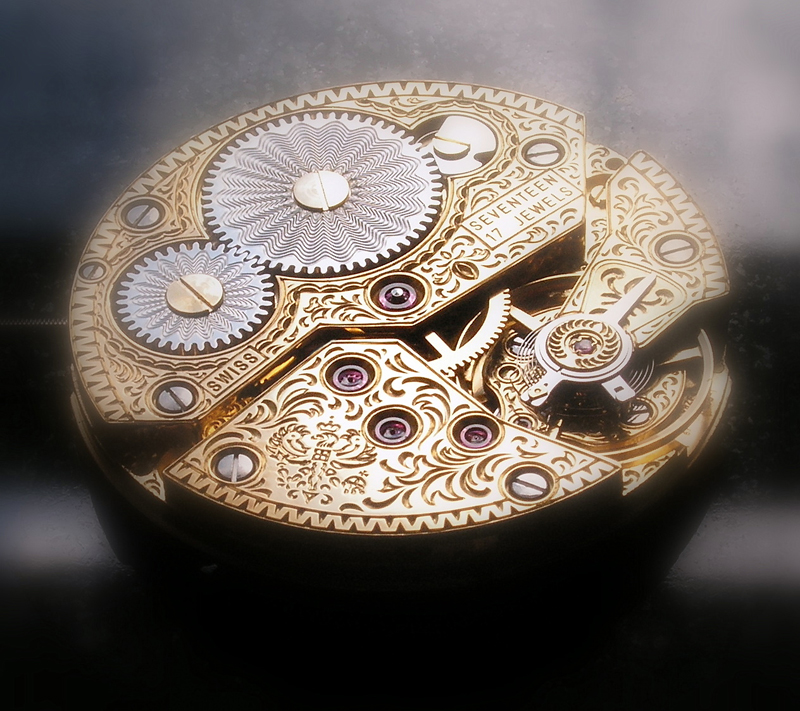
Montiertes und finissiertes Uhrwerk
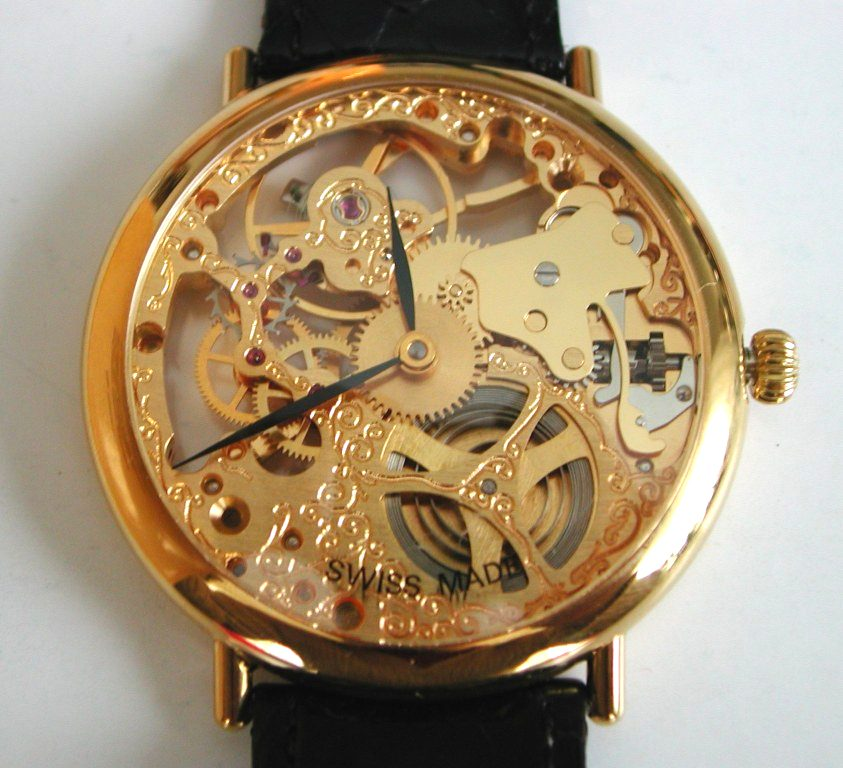
Skelettiertes Uhrwerk
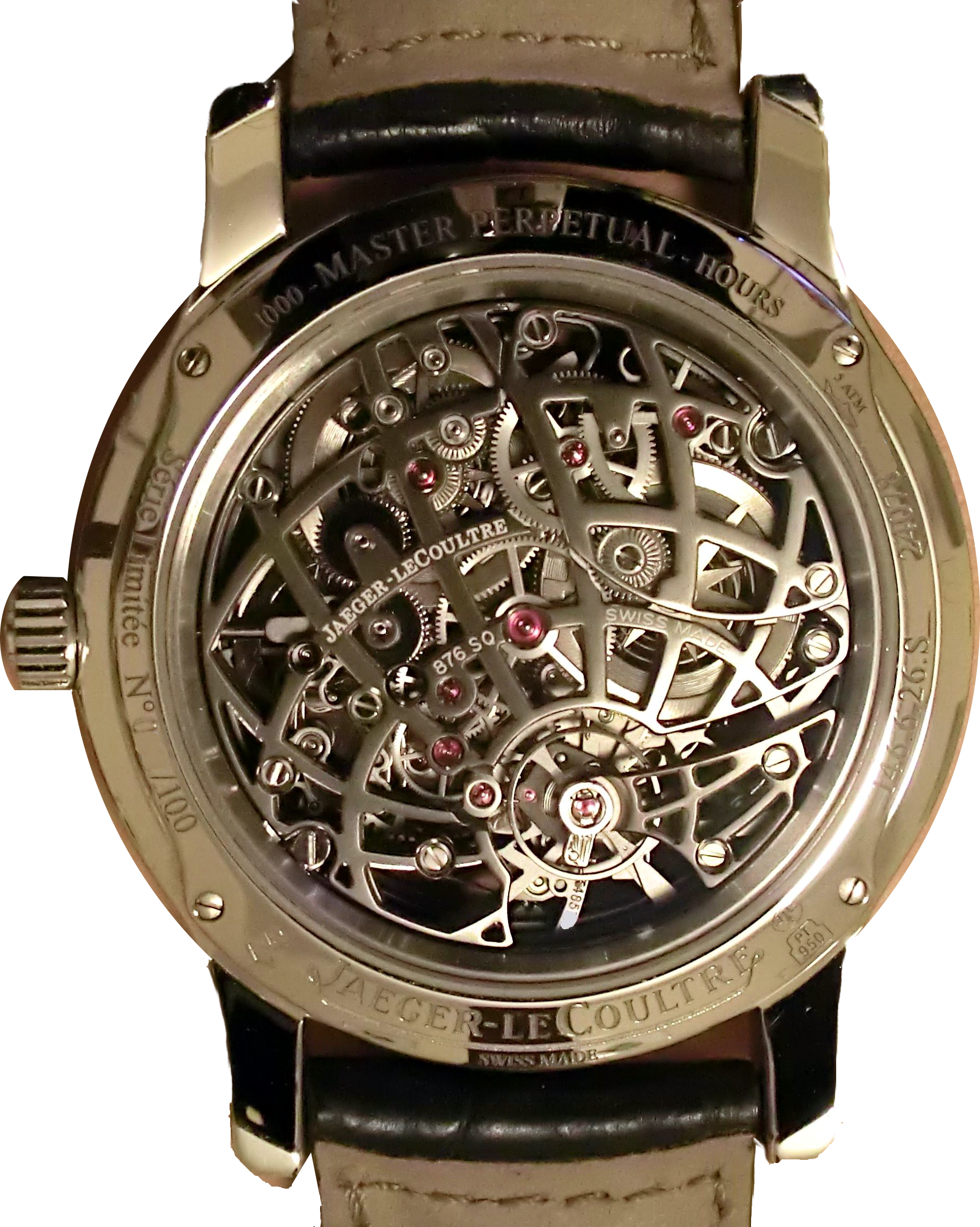
Minimale figurative Werkplatte